# Baldomero (El Jueves)
Baldomero, también conocida como Madurito, feo y sin dinero, ¿qué más quieres, Baldomero?, es una tira cómica, escrita y dibujada por Albert Pallarés, y publicada semanalmente en la revista española de humor El Jueves desde 1998. Su título parodia con su antítesis la frase popular española Si eres joven, guapo y con dinero, ¿qué más quieres, Baldomero? al narrar las desventuras de Baldomero, un frustrado y soltero escritor de mediana edad que aún vive en casa de sus padres.

## Trayectoria editorial
Baldomero se empezó a publicar en el número 1118 de la revista, al mismo tiempo que Ortega y Pacheco de Pedro Vera.
Diez años después de su creación, su autor decidió darla por finalizada, pero sus editores le convencieron para continuarla, dado el éxito de la misma.

## Argumento
Baldomero, el protagonista de la tira, es un treintañero no muy agraciado, gordito y con gafas, tiene mala suerte y pocas ambiciones, está obsesionado con el sexo y vive con sus padres. Está enamorado de Mitita, una mujer que le considera un amigo, y consume cocaína habitualmente. Escribe artículos y relatos para una revista intelectual de medio pelo llamada "Desazón", junto con otros escritores y colaboradores sin mucho éxito.
Semanalmente se publican 3 tiras de tres viñetas. En ellas se exponen en tono humorístico las miserias de este personaje: su actitud infantil en sus juergas nocturnas, su poco tacto con las mujeres (que le consideran un obseso sexual), sus continuas frustraciones en sus intentos por convertirse en un escritor de éxito, etc.